# Luppé-Violles
Luppé-Violles è un comune francese di 147 abitanti situato nel dipartimento del Gers nella regione dell'Occitania.

## Società

### Evoluzione demografica
Abitanti censiti